# Ідентичні товари
Іденти́чні това́ри (роботи, послуги) — товари (роботи, послуги), що мають однакові характерні для них основні ознаки.
Під час визначення ідентичності товарів беруться до уваги, зокрема, їх фізичні характеристики, які не впливають на їх якісні характеристики і не мають суттєвого значення для визначення ознак товару, якість і репутація на ринку, країна походження та виробник. Незначні відмінності в їх зовнішньому вигляді можуть не враховуватися.